# Emily Jacir
Emily Jacir  (en árabe: املي جاسر‎), (Belén, 1970) es una artista y directora de cine palestina. 

## Trayectoria
Nació en Belén, se crio en Arabia Saudita y estudió educación secundaria en Italia. Asistió a la Facultad de Arte de Memphis y se graduó en Arte. Actualmente vive entre Roma y Ramala.
Jacir trabaja en diferentes medios como el cine, la fotografía, la instalación, la performance, el vídeo, la escritura y el sonido. Ha expuesto su trabajo en América, Europa, y Oriente Medio desde 1994, exhibiendo de manera individual en lugares como Nueva York, Los Ángeles, Ramala, Beirut, Londres y Linz.
Ha trabajado activamente en la construcción de la escena artística de Ramala desde 1999 y ha colaborado con varias organizaciones, entre ellas la Fundación A.M. Qattan, la Fundación al-Ma'mal y el Centro Cultural Sakakini. Ha estado implicada en la creación de numerosos proyectos y eventos como la Galería de Arte Virtual Birzeit. 
También fundó y fue curadora del primer Festival Internacional de Vídeo de Ramala en 2002. Entre los años 2000 y 2002 fue curadora de diversos programas de cine árabe en Nueva York, incluyendo en primer Festival de Cine Palestino en 2002. Desde 2006 trabaja como profesora a tiempo completo en la Academia Internacional Palestina de Arte y también ha sido parte de su consejo desde 2006 a 2012. Jacir dirigió el primer año del Programa Ashkal Alwan en Beirut entre 2011 y 2012 y creó sus curriculum y programación después de pertenecer al comité curricular en 2010 y 2011.

## Jurados recientes
- 2010 - presente: Consejo Consultivo de Civitella, Italia
- 2010 Premio del Año Artista Joven, Fundación A.M. Qattan, Ramala
- 2012 Cda - Becas a proyectos de Investigación Artística y Producción, Estambul, Turquía[5]
- 2012 Jurado de cortometrajes de la Berlinale, Alemania[6]
- 2012 Jurado de CinemaXXI, Festival de Cine de Roma, Italia[7]
- 2014 Festival Internacional de Cine 'Visions du Reel' de Nyon, Suiza

## Premios
- 2007 León de Oro para artistas menores de 40 años, 52.º Bienal de Venecia.[8][9][10]
- 2007 Premio Príncipe Claus, premio anual del Fondo Príncipe Claus para la Cultura y el Desarrollo, La Haya.
- 2008 Premio Hugo Boss de la Fundación Solomon R. Guggenheim. [11]
- 2011 Premio Alpert de Arte en artes visuales.[12]

## Trabajos principales

### Conmemoración de los 418 pueblos palestinos destruidos, despoblados y ocupados por Israel en 1948 (2001)
Desarrollado durante su residencia en el Programa Nacional Studio P.S.1, Jacir abrió su estudio a personas palestinas, israelíes, americanas, egipcias, sirias, yemeníes, españolas y de otras procedencias para bordar una tienda de refugiado con los nombres de los pueblos palestinos que sufrieron la expansión israelí.

### De donde venimos (2001-2003)
Jacir, poseedora de pasaporte americano, preguntó a más de 30 palestinos que vivían en el extranjero y en los territorios ocupados: «Si pudiera hacer cualquier cosa por ti, en cualquier lugar de Palestina, ¿qué sería?». Recogió las respuestas y emprendió las tareas en una performance extensa sobre la culminación de los deseos mediante representantes. La documentación del resultado estuvo expuesta en Nueva York con gran acogida de la crítica. «De donde venimos es lo mejor de Jacir hasta ahora. Con superficies conceptuales y con gestos ardientes y apasionados, intensamente política y más allá de la polémica, es una adición a la exhibición más conmovedora que he visitado esta temporada.»
La obra fue adquirida por el Museo de Arte Moderno de San Francisco, el cual añadió un texto adicional al trabajo de Jacir.

### Cruzando Surda (2003)
«Cruzando Surda (una crónica de ida y vuelta al trabajo) existe porque un soldado israelí me amenazó y puso un M-16 en mi sien. [Jacir cuenta que ese día grabó sus pies con una videocámara en un puesto de control]. Si no hubiese sufrido esa experiencia amenazadora esta pieza no existiría.»

### Acumulaciones (2005)
«La hábil extrapolación de Jacir de sus asuntos de identidad de la especificidad de la experiencia, como su renovación y extensión de lo que puede ser llamado arte conceptual clásico, es enormemente impresionante.»

### Material para una película (2005-presente)
«En Material para una Película el desplazamiento es total, ya que la propia identidad de Jacir es sustituida por la de  Wael Zwaiter, un intelectual palestino residente en Roma que fue asesinado en 1972 por agentes israelíes al ser identificado por error como uno de los responsables de los atletas israelíes asesinados en los Juegos Olímpicos de Munich 1972. La instalación reúne fotografías, libros, música, cartas, entrevistas, telegramas, copias de la revista italiana Rivoluzione Palestinese, en la que Zwaiter colaboraba, e incluso un clip de una película de la Pantera Rosa en la que tuvo un pequeño papel. Su objetivo era dar cuerpo a una vida que ya no existía.»

### Recordando el bus nr. 23 en la histórica carretera Jerusalén-Hebrón (2006)
- Fotohistoria: Desandando el bus nº 23 en la histórica carretera Jerusalén-Hebrón, 15 de diciembre de 2006, Intifada electrónica.[20][21]

### Stazione (2009)
Jacir participó en la Bienal de Venecia en 2009 en el pabellón palestino. Creó un espacio particular para un proyecto público que se desarrollaría en Venecia durante la Bienal. Las autoridades de la ciudad de Venecia clausuraron el proyecto de Jacir y no pudo llevarse a cabo.
«La ausencia de la contribución de Emily Jacir a la exhibición oficial en la Bienal de Venecia fue significativa. El trabajo de Jacir, Stazione, habría sido visto desde todos los muelles de la Ruta 1 del vaporetto (que circula a través del Gran Canal) ya que había añadido el nombre de las paradas en árabe. Se realizaron bosquejos, la Bienal los aprobó, la municipalidad los aprobó, la compañía que gestiona los vaporettos de la Ruta 1 los aprobó. Y de repente no los aprobaron. Al parecer la compañía de vaporettos detuvo el proyecto y todo lo que la artista averiguó fue que habían recibido presiones externas para cerrarlo por motivos políticos.»

### Museos

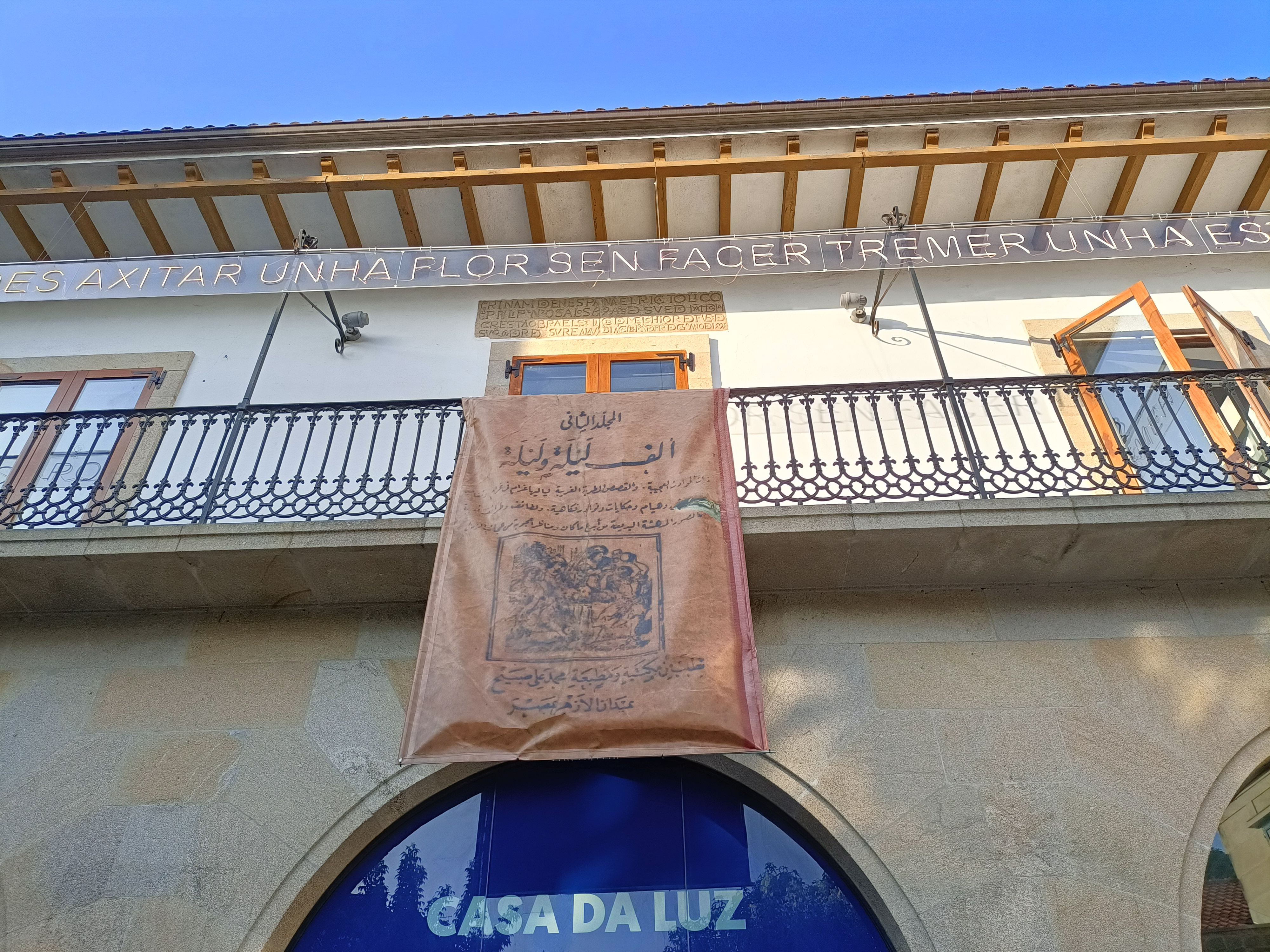
Sin título (2025) en la Casa de la Luz de Pontevedra capital.

Museos en los que se ha expuesto su trabajo:
- CCS Museo Hessel de Arte Contemporáneo de la Universidad de Bard
- Museo de Arte Herbert F. Johnson de la Universidad de Cornell
- Palazzo delle Papesse en Siena, con la exhibición 'System Error: war is a force that gives us meanings'
- Centro Cultural Khalil Sakakini en Ramala[23]
- Galería Modern Art Oxford
- Museo de Arte Moderno en Nueva York
- Museo de Arte Moderno en San Francisco
- Galería Whitechapel
- Museo Whitney de Arte Estadounidense

### Bienales
Bienales internacionales en las que ha exhibido su trabajo:
- 2025 Bienal de Arte de Pontevedra en Pontevedra, España
- 2013 Bienal de Venecia en Venecia, Italia
- 2012 dOCUMENTA (13) en Kassel, Alemania
- 2011 Bienal de Venecia en Venecia, Italia
- 2011 Bienal de Sharjah, en Sharjah, Emiratos Árabes Unidos
- 2009 Bienal de Venecia en Venecia, Italia
- 2007 Bienal de Venecia en Venecia, Italia, donde le fue otorgado el León de Oro a una artista menor de 40 años
- 2006 Bienal de Sídney en Sídney, Australia
- 2005 Bienal de Venecia en Venecia, Italia
- 2005 Bienal de Sharjah en Sharjah, Emiratos Árabes Unidos
- 2004 Bienal de Whitney en el Museo Whitney de Arte Estadounidense en Nueva York, Estados Unidos
- 2004 Bienal de Gwangju en Gwangju, Corea
- 2003 Bienal de Estambul en Estambul, Turquía

## Controversias
En octubre de 2023 fue acusada de antisemitismo y de apoyo el terrorismo tras la publicación de un meme en su cuenta de Instagram en el que se burlaba de una anciana israelí secuestrada y tomada como rehén por Hamás durante la Operación Inundación de al-Aqsa del 7 de octubre de 2023 contra Israel. Su publicación fue acusada de difamar a Yaffa Adar, de 85 años, llamándola «colona», a pesar de que la anciana había sido secuestrada dentro de las fronteras israelíes reconocidas internacionalmente.